# 马琰铭
马琰铭（1972年9月—），吉林安图县人，中国物理学家，中国科学院院士，长期从事高压条件下计算凝聚态物理研究。现任浙江大学校长、党委副书记。

## 生平
马琰铭于1991年考入延边大学物理系，先后获学士、硕士学位。1998年赴吉林大学超硬材料国家重点实验室深造，师从中国高压物理研究创始人之一邹广田院士。2001年毕业后留校任教。2005年升任教授。2011年授聘长江学者特聘教授。2017年至2021年间出任吉林大学物理学院院长。2021年9月任吉林大学副校长。2023年11月22日当选中国科学院院士。2025年3月28日任浙江大学校长、党委副书记。

## 奖项
马琰铭曾获得过国际高压科学与技术协会杰出青年学者贾米森奖（Jamieson Award，2001年）、中国青年科技奖（2011年）、国家自然科学二等奖（2015年、2019年）、吉林省青年科技奖特别奖（2016年）、沃尔特·科恩奖（Walter Kohn Prize，2016年首届）等奖项。